# Parteihochschule Vilnius

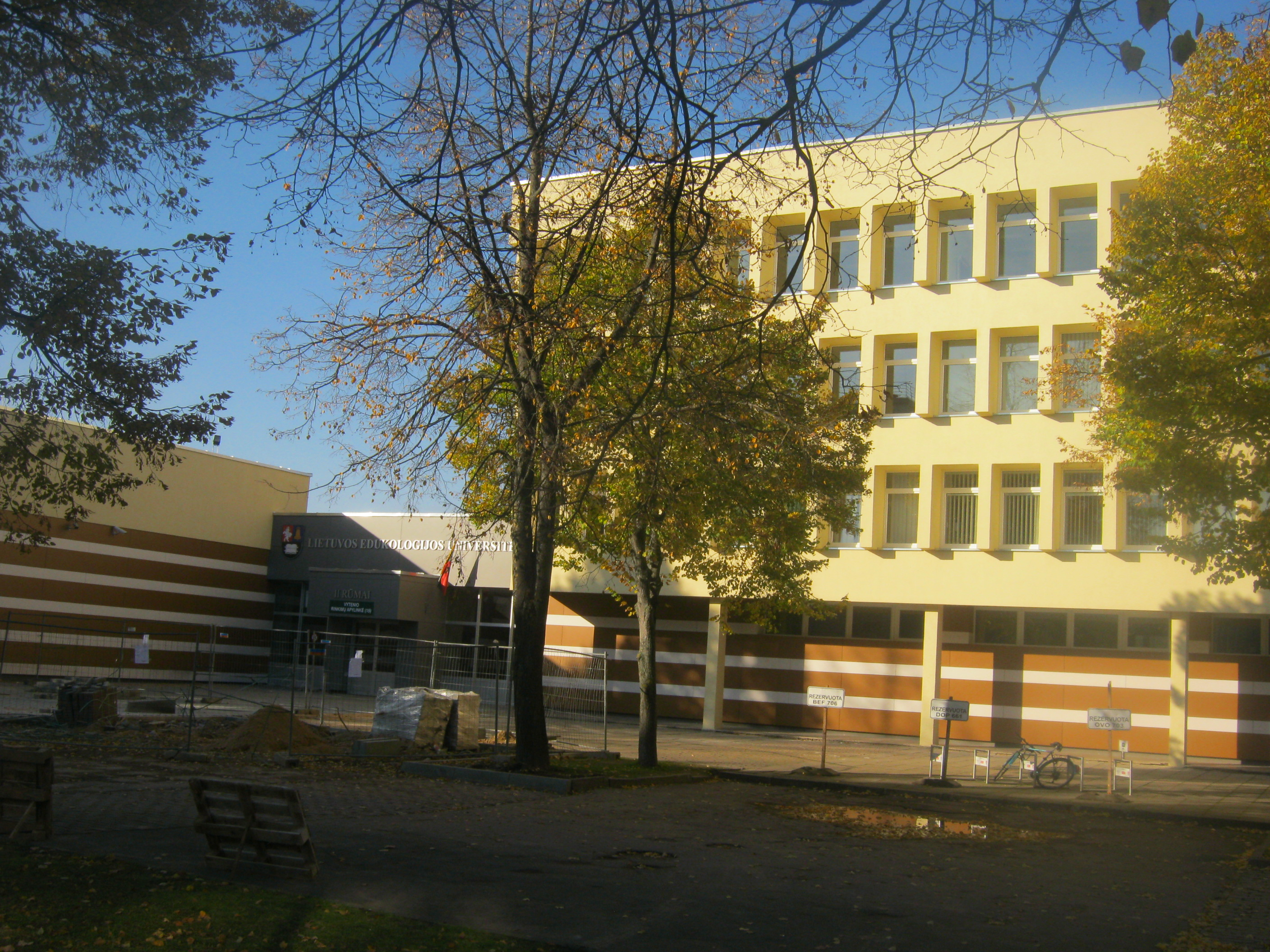
Gebäude der ehemaligen Parteihochschule (jetzt Pädagogische Universität Vilnius, 2012) in Naujamiestis

Die Parteihochschule Vilnius (lit. Vilniaus aukštoji partinė mokykla) war eine 1945 bis 1990 bestehende Parteihochschule der KPdSU in Vilnius, Litauische Sozialistische Sowjetrepublik. Der Sitz war in der Altstadt Vilnius, Liudo Giros g. 39/6.
1945 wurde sie als Respublikinė partinė mokykla für das Zentralkomitee der Kommunistischen Partei Litauens errichtet. 1956 wurde sie zur Parteihochschule. 1990 wurden die Gebäude an die Litauische Universität für Bildungswissenschaften übergeben.

## Direktoren
- Antanas Skardis: 1945–1953
- Konstantinas Tiškevičius: 1953–1983
- Sigizmundas Šimkus: 1983–1990
- Valentinas Lazutka: 1990

## Lehrer
- Dalia Grybauskaitė, litauische Präsidentin
- Anicetas Ignotas (* 1952), Ökonom und Politiker, Vizewirtschaftsminister
- Česlovas Juršėnas, Journalist und Politiker, Parlamentspräsident
- Zenonas Vaigauskas, Beamter

## Absolventen
- Stanislav Akanovič
- Jonas Budrevičius
- Vytautas Sigitas Draugelis
- Jonas Juozapaitis
- Gediminas Kirkilas (1951–2024), Seimas-Vizepräsident, Premierminister, Verteidigungsminister
- Valerijonas Kubilius
- Viktoras Muntianas, Seimas-Präsident
- Gediminas Paviržis (1941–2022), Bürgermeister von Vilnius, Seimas-Mitglied
- Milda Petrauskienė, Seimas-Mitglied
- Pranas Petrošius
- Vladislavas Švedas
- Alfonsas Žalys